# Slobodan Štambuk
Slobodan Štambuk (* 1. März 1941 in Selca auf Brač, Jugoslawien; † 27. September 2023 in Split) war ein kroatischer Geistlicher und römisch-katholischer Bischof von Hvar.

## Leben
Slobodan Štambuk besuchte das Gymnasium in Zadar. Dort absolviert er auch erfolgreich sein Theologiestudium. Am 3. Juli 1966 wurde er in seinem Geburtsort Selca zum Priester geweiht.
In den Jahren 1966 bis 1968 wirkte er als Kaplan in den Inselortschaften Gornji Humac und Pražnica auf Brač. Von 1968 bis 1971 war er als Gemeindepfarrer in den Ortschaften Pitva und Vrsnik auf der Insel Hvar tätig. Danach wurde er von 1971 bis 1978 als Gemeindepfarrer in den ebenfalls auf Hvar gelegenen Ortschaften Vrbanj und Svirči eingesetzt. Er kehrte 1978 auf die Insel Brač zurück und war dort zunächst bis 1981 Gemeindepfarrer in der Ortschaft Nerežišća. Von 1981 bis 1989 arbeitete er dann in den Inselortschaften Supetar und Škrip.
Am 30. März 1989 wurde Štambuk zum Bischof von Hvar ernannt; die Bischofsweihe empfing er am 30. April. Von 1979 bis 1989 war er Herausgeber der Kirchenzeitung Bračka Crkva („Die Kirche von Brač“). In der Kroatischen Bischofskonferenz  war er Präsident des Rates für die Mission.
Papst Franziskus nahm am 9. März 2018 seinen altersbedingten Rücktritt an. Štambuk starb im September 2023 im Alter von 82 Jahren in einem Haus für Geistliche im Ruhestand in Split.